# 안한봉
안한봉(安漢奉, 1968년 10월 15일~)은 대한민국의 레슬링 선수, 지도자이다. 전라남도 해남군에서 태어나, 해남중학교, 광일고등학교, 한국체육대학교를 졸업했고, 현재는 삼성생명 레슬링단 감독으로 있다. 1992년 하계 올림픽 레슬링 그레코로만형 57kg급 금메달리스트이다. 2004년과 2008년, 2012년 올림픽 국가대표팀 레슬링 그레코로만형 감독을 지냈고, 2004년부터 현재까지 삼성생명 레슬링단 감독을 맡고 있다.